# Niedersächsischer Verdienstorden

Das Große Verdienstkreuz wird in der Herrenausführung an einem Band um den Hals getragen

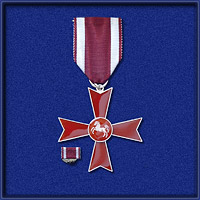
Das Niedersächsische Verdienstkreuz am Bande wird an einem schmalen Band an der linken oberen Brustseite getragen

Der Niedersächsische Verdienstorden ist als „Anerkennung für Verdienste um das Land Niedersachsen“ von der Niedersächsischen Landesregierung gestiftet worden. Der Verdienstorden des Landes Niedersachsen wird in den Stufen 
- Verdienstkreuz am Bande,
- Verdienstkreuz 1. Klasse und
- Großes Verdienstkreuz

verliehen.
Kriterien für die Verleihung der verschiedenen Stufen des Verdienstordens sind in dem Erlass über die Stiftung von 1961 nicht aufgeführt.
Für besonders verdiente Persönlichkeiten ist die Niedersächsische Landesmedaille vorgesehen. Deren Inhaber sind zugleich auch Inhaber des Großen Verdienstkreuzes.
Der Niedersächsische Verdienstorden hat die Form eines Malteserkreuzes. Seine Arme sind auf beiden Seiten rot emailliert und mit einem schmalen weißen Emaillerand versehen. In der Mitte des Ordenskreuzes zeigt ein rundes Medaillon auf der Vorderseite die Heroldsfigur aus dem Niedersächsischen Landeswappen. Das Ordensband ist weiß-rot-weiß mit einem dünnen roten Außenbord.
Legt ein mit dem Verdienstorden Ausgezeichneter ein der Auszeichnung unwürdiges Verhalten an den Tag, kann die Auszeichnung durch den Ministerpräsidenten widerrufen werden. Urkunde und Orden hat der Betroffene zurückzugeben.